# مساهمات نيوزيلندا في صكوك حقوق الإنسان
لقد لعبت نيوزيلندا دوراً فعالاً في التفاوض وصياغة العديد من الصكوك الدولية لحقوق الإنسان بما في ذلك الإعلان العالمي لحقوق الإنسان، واتفاقية حقوق الأشخاص ذوي الإعاقة، والبروتوكول الاختياري الثاني للعهد الدولي الخاص بالحقوق المدنية والسياسية.

## الإعلان العالمي لحقوق الإنسان
قدمت نيوزيلندا عدداً من المساهمات في الفترة التي سبقت صياغة الإعلان العالمي لحقوق الإنسان الذي اعتمدته الجمعية العامة للأمم المتحدة في 10 ديسمبر/كانون الأول 1948.
مؤتمر الأمم المتحدة للتنظيم الدولي
كان أول تدخل لها في عام 1945 عندما حضر وفد من نيوزيلندا بقيادة رئيس الوزراء آنذاك بيتر فريزر مؤتمر الأمم المتحدة بشأن المنظمة الدولية الذي عقد في سان فرانسيسكو. أدى هذا المؤتمر إلى إنشاء ميثاق الأمم المتحدة، الوثيقة التأسيسية للأمم المتحدة.
في وقت انعقاد المؤتمر، لم يشر الفصل الأول، الذي يحدد أغراض ومبادئ الأمم المتحدة المقترحة، إلى حقوق الإنسان والحريات الأساسية. وفي ضوء ذلك، اقترحت نيوزيلندا إدراج فقرة جديدة في المادة الأولى تنص على أن "جميع أعضاء المنظمة يلتزمون بالحفاظ على حقوق الإنسان والحريات الأساسية وحمايتها وتعزيزها، وخاصة الحق في التحرر من الفقر وحرية التعبير وحرية العبادة".
ولم يتم دمج التعديل ولكن هناك عدة إشارات إلى حقوق الإنسان والحريات الأساسية في كل من الديباجة والمادة 1 التي تنص على أن أحد أغراض الأمم المتحدة هو:
تحقيق التعاون الدولي في حل المشاكل ذات الطابع الاقتصادي والاجتماعي والثقافي والإنساني، وفي تعزيز وتشجيع احترام حقوق الإنسان والحريات الأساسية للجميع دون تمييز بسبب العرق أو الجنس أو اللغة أو الدين.
لجنة حقوق الإنسان
وكانت المساهمة الرئيسية الثانية لنيوزيلندا فيما يتصل بمشروع الإعلان الذي أرسلته لجنة الأمم المتحدة لحقوق الإنسان إلى حكومات الدول الأعضاء في الأمم المتحدة في عام 1947.
شُكِّلت لجنة خاصة لحقوق الإنسان، تضم المحامي العام، ومدير التعليم، ومدير مجلس نيوزيلندا للبحوث التربوية، وأربعة أكاديميين من كلية جامعة فيكتوريا (جامعة فيكتوريا في ويلينغتون حاليًا)، للتعليق على المسودة. ومع إجراء بعض التعديلات الطفيفة، أُرسلت نتائجها إلى اللجنة باعتبارها آراء حكومة نيوزيلندا. وكانت نيوزيلندا من الدول القليلة التي قدمت مثل هذا الاقتراح.
جمعية باريس 1948
وحضر وفد بقيادة بيتر فريزر عدداً من الاجتماعات التي عقدتها اللجنة الثالثة للجمعية العامة في باريس للتعليق على الصياغة النهائية للإعلان العالمي لحقوق الإنسان.
في البداية، أعربت نيوزيلندا عن رأي مفاده أنه لا ينبغي اعتماد الإعلان في جمعية باريس. بل ينبغي اعتماد شرعة الحقوق الدولية، التي تتألف من الإعلان والعهد وتدابير التنفيذ، ككل. وكان سبب هذا الرأي الاعتقاد بأن اعتماد الإعلان أولاً، الذي كان من المفترض أن يكون بيانًا للمبادئ ذي أثر أخلاقي فقط، من شأنه أن يُضر بإعداد العهد. وكان هذا صحيحًا بشكل خاص نظرًا لأن العهد، على عكس الإعلان، قد أنشأ التزامات قانونية.
في النهاية، وافقت نيوزيلندا على رأي الأغلبية ووافقت على أن اعتماد الإعلان على الفور ضروري لإحراز تقدم في الأمور. ومع ذلك، فقد نجحت في طرح قرار يدعو لجنة حقوق الإنسان إلى الاستمرار في إعطاء الأولوية للعهد وتدابير التنفيذ.
تضمنت المساهمة النهائية لنيوزيلندا اقتراحًا بتعديل صياغة المادة 23(4) التي تتناول النقابات العمالية. في الأصل، كان النص كما يلي: "لكل فرد الحق في تكوين النقابات العمالية والانضمام إليها"، ولكن بعد أن وافقت اللجنة الثالثة على صياغة نيوزيلندا، أصبح النص الآن كما يلي: "لكل فرد الحق في تكوين النقابات العمالية والانضمام إليها لحماية مصالحه".

## اتفاقية حقوق الأشخاص ذوي الإعاقة
ساهمت نيوزيلندا بشكل كبير في تنسيق وصياغة اتفاقية حقوق الأشخاص ذوي الإعاقة التي اعتمدتها الجمعية العامة في 13 ديسمبر/كانون الأول 2006 ودخلت حيز النفاذ في 3 مايو/أيار 2008.
بدأت نيوزيلندا مشاركتها في يوليو 2002 عندما عقدت اللجنة الخاصة، التي أنشأتها الجمعية العامة للنظر في مقترحات الاتفاقية، اجتماعها الأول. وقدّم كلٌّ من مكتب نيوزيلندا لشؤون الإعاقة ووزارة الخارجية والتجارة، ممثلاً عن الممثل الدائم لنيوزيلندا لدى الأمم المتحدة، دون ماكاي، بيانًا رسميًا في الاجتماع.
البيان:
- وأقر بأن الاتفاقية الجديدة من شأنها أن تعزز حقوق الأشخاص ذوي الإعاقة وتقدمها.
- وطلب من اللجنة تعزيز آليات حقوق الإنسان القائمة وضمان إدراج وجهات نظر الإعاقة في رصد معاهدات الأمم المتحدة الأساسية الست لحقوق الإنسان.
- وأعلن، في إشارة إلى استراتيجية الإعاقة النيوزيلندية، أهمية إشراك الأشخاص ذوي الإعاقة والمنظمات غير الحكومية في العمل المستقبلي للجنة.
- وذكر أن نيوزيلندا تتطلع إلى المشاركة في الاجتماعات المقبلة للجنة ودراسة المقترحات بشكل أكثر عمقا.

وفي أعقاب هذا الاجتماع والمناقشات اللاحقة التي قادتها لجنة حقوق الإنسان وأعضاء مجتمع ذوي الإعاقة في نيوزيلندا، وافقت حكومة نيوزيلندا رسميًا على المشاركة في مفاوضات الاتفاقية في مايو/أيار 2003.
وقد برهنت على هذا الالتزام من خلال تمويل وفد لحضور الاجتماع الثاني للجنة المخصصة في الأمم المتحدة بنيويورك في يونيو/حزيران 2003. وضم الوفد العديد من المسؤولين الحكوميين وممثلين اثنين من مجتمع ذوي الإعاقة. وفي الاجتماع، قدم الوفد اقتراحًا لإنشاء مجموعة عمل من شأنها أن:
- تتكون من 27 ممثلاً للدولة بما في ذلك خمسة من "مجموعة أوروبا الغربية ودول أخرى" التي تعد نيوزيلندا عضوًا فيها، و12 ممثلاً غير حكومي اختارتهم المنظمات غير الحكومية بأنفسهم، وممثل واحد من مؤسسات حقوق الإنسان.
- الاجتماع لمدة 10 أيام عمل في نيويورك في أوائل عام 2004
- إعداد وتوزيع مسودة نص للتفاوض عليها قبل ثلاثة أشهر على الأقل من الدورة الثالثة (المقترحة) للجنة المخصصة.[13][14]

وقد تم اعتماد هذا الاقتراح لاحقًا من قبل اللجنة وتم تشكيل فريق العمل.
وقد أظهرت الحكومة مرة أخرى التزامها بتطوير الاتفاقية عندما قدمت مذكرة مكتوبة إلى فريق العمل في نوفمبر/تشرين الثاني 2003. وقد تضمنت المذكرة عدداً من التوصيات بشأن النهج والبنية ونطاق الاتفاقية المقترحة.
وقد أتيحت لنيوزيلندا الفرصة لطرح هذه الآراء بشكل أكبر عندما مُنحت مكانًا في مجموعة العمل في ديسمبر/كانون الأول 2003، ممثلة في مدير مكتب قضايا الإعاقة، الدكتور جان سكاون.
بناءً على المقترح، اجتمعت مجموعة العمل في نيويورك لمدة أسبوعين في يناير/كانون الثاني 2004 لوضع مسودة نص الاتفاقية. وفي اجتماعها الأول في 5 يناير/كانون الثاني، عُيّن سفير نيوزيلندا، دون ماكاي، لتنسيق أعمال المجموعة. كما ضمّت المجموعة جان سكاون مندوبةً لنيوزيلندا، والنيوزيلندي روبرت مارتن ممثلاً لمنظمة الإدماج الدولية غير الحكومية.
عُرض مشروع النص على الاجتماع الثالث للجنة المخصصة، الذي عُقد في الفترة من 24 مايو إلى 4 يونيو 2004، وكان أساسًا للتفاوض بين الدول الأعضاء وأصحاب المصلحة الآخرين. وواصلت نيوزيلندا مشاركتها الفعالة بحضورها مجددًا اجتماع اللجنة المخصصة. وضم وفدها الرسمي ممثلين حكوميين من مكتب شؤون الإعاقة ووزارة الخارجية والتجارة، وممثلين غير حكوميين من جمعية الأشخاص ذوي الإعاقة في نيوزيلندا.
عقب هذا الاجتماع، طلب أعضاء الوفد النيوزيلندي آراءً حول المسودة التي أعدتها مجموعة العمل من كلٍّ من الجهات الحكومية النيوزيلندية ومجتمع ذوي الإعاقة. وقد استُخدمت هذه الآراء لتوضيح المبادئ التي يسعى الوفد إلى تعزيزها في المفاوضات المستقبلية.
وشملت المبادئ العامة للتفاوض التي استرشد بها الوفد النيوزيلندي ما يلي:
- تعزيز الشراكات بين الحكومة والمنظمات غير الحكومية في المفاوضات الوطنية والدولية المتعلقة بقضايا الإعاقة.
- لتعزيز النتائج المتوافقة مع مبادئ وأغراض استراتيجية الإعاقة النيوزيلندية والتشريعات النيوزيلندية والصكوك الدولية لحقوق الإنسان التي تعد نيوزيلندا طرفًا فيها بالفعل.
- لتسهيل الاتفاق بين الدول على نص الاتفاقية.[21]

استمرت المفاوضات في الدورة الرابعة للجنة المخصصة من 23 أغسطس إلى 3 سبتمبر 2004. ومثل نيوزيلندا مرة أخرى وفد من المسؤولين من مكتب قضايا الإعاقة ووزارة الخارجية والتجارة؛ وسفير نيوزيلندا دون ماكاي؛ وغاري ويليامز، الرئيس التنفيذي لجمعية الأشخاص ذوي الإعاقة. وفي الاجتماع، نسقت نيوزيلندا المناقشات حول مسودة نص الاتفاقية.
استؤنفت المفاوضات بشأن نص الاتفاقية المقترحة من 24 يناير إلى 4 فبراير 2005. وواصلت نيوزيلندا مشاركتها النشطة من خلال وجود ممثلين من مكتب قضايا الإعاقة، ومجموعة الاستشارات الوطنية للمستهلكين "مثل العقول مثل عقلي"، ولجنة حقوق الإنسان التي تعمل بالشراكة مع وزارة الخارجية والتجارة وموظفي البعثة الدائمة لنيوزيلندا لدى الأمم المتحدة.
وقد حظيت قيادة نيوزيلندا بمزيد من التأييد عندما تم تعيين دون ماكاي رئيسًا للجنة المخصصة في أبريل/نيسان 2005.
وفي أغسطس/آب 2005، قاد ماكاي، برفقة وفد من ممثلي مكتب قضايا الإعاقة، ولجنة الصحة العقلية، ولجنة حقوق الإنسان، ورابطة الدفاع عن حقوق الأشخاص ذوي الإعاقة، المزيد من المناقشات حول نص الاتفاقية المقترحة في جلسة للجنة المخصصة في نيويورك.
استمرت المفاوضات حتى عام 2006 حيث عقدت اللجنة المخصصة دورتها السابعة في الفترة من 16 يناير إلى 3 فبراير، وكان الهدف منها إكمال القراءة الكاملة لمسودة النص التي أعدها الرئيس دون ماكاي من أجل إنتاج مجموعة نهائية من مسودات المواد. ومثل نيوزيلندا مرة أخرى وفد من المسؤولين الحكوميين وغير الحكوميين وكان هدفهم استخدام بيانات التشاور التي تم جمعها من النيوزيلنديين ذوي الإعاقة واستراتيجية الإعاقة النيوزيلندية لتعزيز النص الحالي.
بنهاية الاجتماع، اتفقت اللجنة على محتوى غالبية مسودة المواد، والتي حظيت، وفقًا لرئيسها دون ماكاي، "بدعم كبير". وعُقدت الجلسة التالية في أغسطس، واقترح ماكاي التركيز على القضايا الجوهرية المتبقية في النص بدلًا من التركيز على محتوى المواد أو طبيعتها اللغوية. وتحدى الدول للعودة إلى طاولة المفاوضات استعدادًا لتقديم تنازلات لتجنب تأخير اعتماد الاتفاقية.
عُقد الاجتماع في الفترة من 14 إلى 25 أغسطس 2006. وقد أحضرت نيوزيلندا مرة أخرى وفدًا يتألف هذه المرة من مسؤولين من مكتب قضايا الإعاقة ووزارة الخارجية والتجارة ولجنة حقوق الإنسان وأعضاء من رابطة أطباء الإعاقة ومجموعة مناصرة المستهلكين في مجال الصحة العقلية. وكانت إحدى النتائج المهمة للاجتماع إنشاء لجنة صياغة مكلفة بضمان توحيد المصطلحات في جميع أنحاء نص مسودة الاتفاقية، وتوحيد الإصدارات باللغات الرسمية للأمم المتحدة، وتقديم تقرير عن نتائج عملها إلى اللجنة المخصصة.
في 5 ديسمبر/كانون الأول 2006، وخلال اجتماع عُقد في نيويورك، قدّم رئيس لجنة الصياغة ستيفان باريجا نتائج عملها إلى اللجنة المخصصة، التي لا يزال يرأسها النيوزيلندي دون ماكاي. أحالت اللجنة مسودة التقرير هذه مع النص النهائي لاتفاقية حقوق الأشخاص ذوي الإعاقة والبروتوكول الاختياري إلى الجمعية العامة للاعتماد.
وقد تم اعتماد الاتفاقية وبروتوكولها الاختياري رسميًا من قبل الجمعية العامة بكامل هيئتها بالإجماع في 13 ديسمبر/كانون الأول 2006.
في 30 مارس/آذار 2007، فُتح باب التوقيع على الاتفاقية. ووقعتها نيوزيلندا إلى جانب 81 دولة أخرى في حفل توقيع أقيم في مقر الأمم المتحدة بنيويورك. ومثلت نيوزيلندا وزيرة شؤون الإعاقة، روث دايسون، التي ألقت كلمة في الحفل.
صادقت نيوزيلندا على الاتفاقية في 25 سبتمبر/أيلول 2008. وتواصل رصد تقدمها في تنفيذ الاتفاقية وفقاً للمادة 35 من خلال تقارير الرصد، وقد قدمت أولها إلى الأمم المتحدة في مارس/آذار 2011.
ومن المقرر أن تقوم لجنة الأمم المتحدة المعنية بحقوق الأشخاص ذوي الإعاقة بمراجعة تنفيذ هذه الاتفاقية في نيوزيلندا في سبتمبر/أيلول 2014.

## البروتوكول الاختياري الثاني للعهد الدولي الخاص بالحقوق المدنية والسياسية
كما ساهمت نيوزيلندا في البروتوكول الاختياري الثاني للعهد الدولي الخاص بالحقوق المدنية والسياسية، والذي يهدف إلى إلغاء عقوبة الإعدام.

## روابط خارجية
- نص ميثاق الأمم المتحدة.
- نص الإعلان العالمي لحقوق الإنسان.
- نص اتفاقية حقوق الأشخاص ذوي الإعاقة.
- نص البروتوكول الاختياري الثاني للعهد الدولي الخاص بالحقوق المدنية والسياسية.
- الأمم المتحدة تمكين.
- لجنة حقوق الأشخاص ذوي الإعاقة.